# Sammaljärvi, Norrbotten
Sammaljärvi är en sjö i Pajala kommun i Norrbotten och ingår i Kalixälvens huvudavrinningsområde.